# Municipio de Plain (condado de Wayne)
El municipio de Plain (en inglés: Plain Township) es un municipio ubicado en el condado de Wayne en el estado estadounidense de Ohio. En el año 2010 tenía una población de 3088 habitantes y una densidad poblacional de 28,56 personas por km².

## Geografía
El municipio de Plain se encuentra ubicado en las coordenadas 40°46′34″N 82°3′10″O / 40.77611, -82.05278. Según la Oficina del Censo de los Estados Unidos, el municipio tiene una superficie total de 108.11 km², de la cual 107,83 km² corresponden a tierra firme y (0,26 %) 0,28 km² es agua.

## Demografía
Según el censo de 2010, había 3088 personas residiendo en el municipio de Plain. La densidad de población era de 28,56 hab./km². De los 3088 habitantes, el municipio de Plain estaba compuesto por el 98,64 % blancos, el 0,32 % eran afroamericanos, el 0,13 % eran amerindios, el 0,13 % eran asiáticos, el 0,26 % eran de otras razas y el 0,52 % eran de una mezcla de razas. Del total de la población el 0,78 % eran hispanos o latinos de cualquier raza.